# Compresor axial

Animación de un compresor axial. Los álabes fijos forman el estator.

Los compresores axiales son un tipo especial de turbomaquinaria, cuya función es la de aumentar la presión del flujo de aire entrante de forma continua y en dirección axial, es decir, paralela al eje de rotación. De esta forma los procesos que ocurren en las etapas siguientes al compresor, como podrían ser la combustión de un fluido o la extracción de potencia, se pueden llevar a cabo de forma más eficaz.
Los compresores axiales son una parte integral del diseño de grandes turbinas de gas como los motores de aviación, motores de barcos de alta velocidad y estaciones de potencia de pequeña escala. También se usan en aplicaciones industriales como en plantas donde se deban separar grandes volúmenes de aire, aire de altos hornos, craqueo catalítico, y deshidrogenación de propano.

## Descripción
El compresor axial fue utilizado en alguna de las primeras turbinas, pero debido a los pocos conocimientos de aerodinámica de la época, dio como resultado compresores con rendimientos muy bajos. Hoy en día, gracias a su alto rendimiento y facilidad de acoplamiento es el más utilizado en aviación.
Los compresores axiales están formados por varios discos llamados rotores y estátores que llevan acoplados una serie de álabes. Entre rotor y rotor se coloca un espaciador, el cual permite que se introduzca un estator entre ambos. Estos espaciadores pueden ser independientes o pertenecer al rotor. Cada disco de rotor y estator forman un escalón de compresor. En el rotor se acelera la corriente fluida para que en el estator se vuelva a frenar, convirtiendo la energía cinética en presión. Este proceso se repite en cada escalón. En algunos compresores se colocan en el cárter de entrada unos álabes guía, los cuales no forman parte del compresor, pues solo orientan la corriente para que entre con el ángulo adecuado.

## Estructura

### Rotor
- Rotor de tambor
- Rotor de disco

### Estator
- Estator de pieza única
- Estator de dos piezas
- Anillos independientes

## Nota
1. ↑  D., Mattingly, Jack (2006). Elements of propulsion : gas turbines and rockets. American Institute of Aeronautics and Astronautics. ISBN 9781601192097. OCLC 123537121.
2. ↑  «Axial compressors». turbomachinery.mandieselturbo.com (en inglés). Archivado desde el original el 2 de mayo de 2018. Consultado el 1 de mayo de 2018.

- Datos: Q742777
- Multimedia: Axial compressors / Q742777